# Lasianthus capitulatus
Lasianthus capitulatus är en måreväxtart som beskrevs av Robert Wight. Lasianthus capitulatus ingår i släktet Lasianthus och familjen måreväxter. Inga underarter finns listade i Catalogue of Life.